# Keats (gruppo musicale)
Keats era un gruppo musicale inglese che incise un album dallo stesso nome Keats nel 1984 prodotto da Alan Parsons.
Era un progetto parallelo di Alan Parsons ed Eric Woolfson, infatti quasi tutti i membri del gruppo facevano all'epoca parte del The Alan Parsons Project.

## Storia

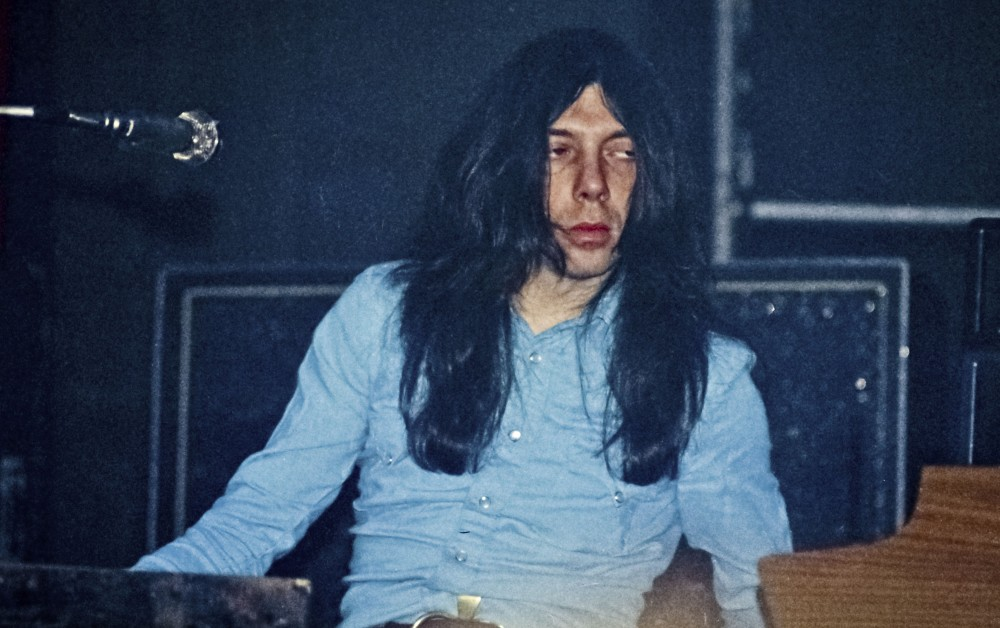
Peter Burdens nel 1975.

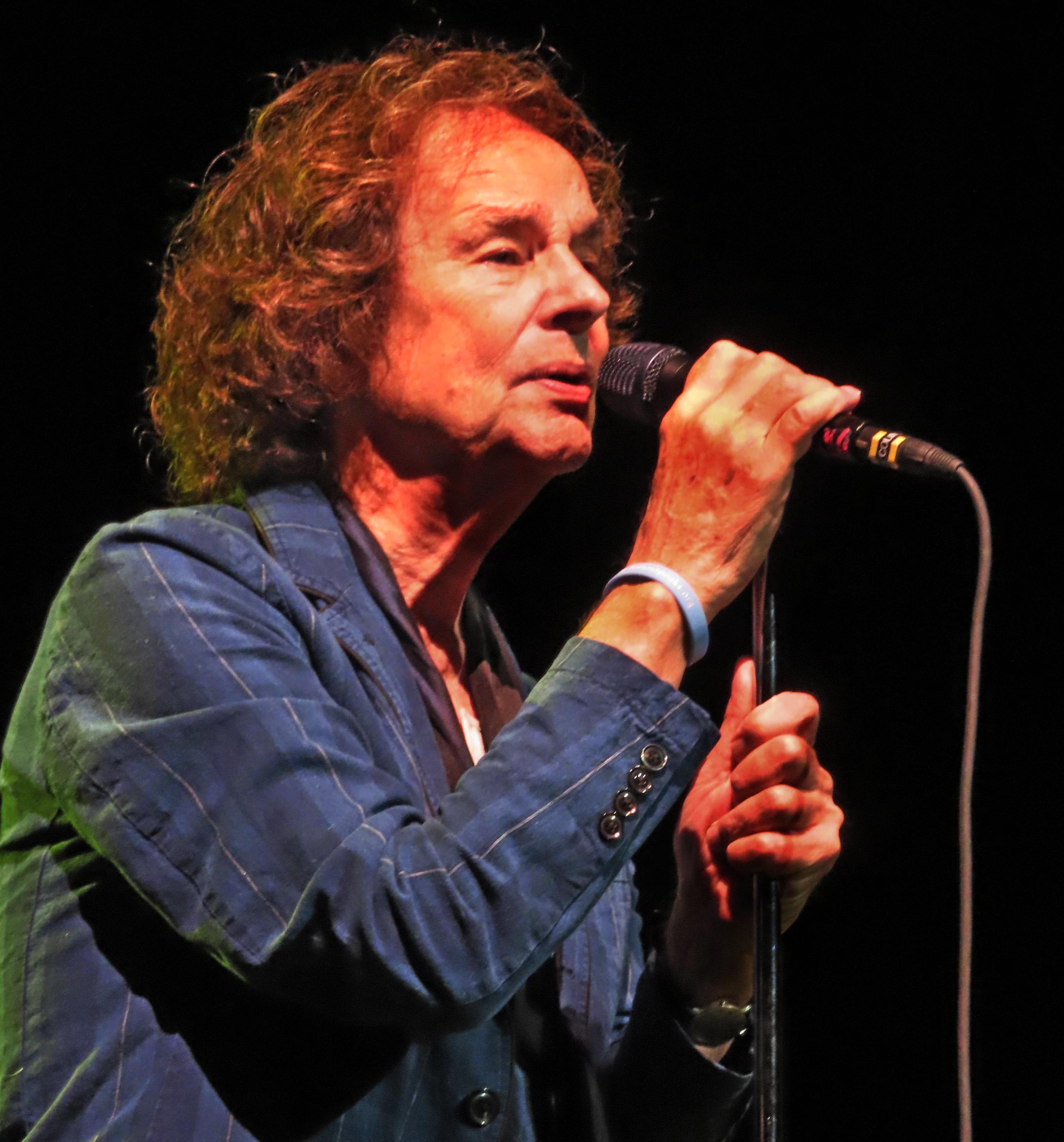
Colin Blunstone nel 2019.

Nel 1983 Alan Parsons ed Eric Woolfson decidono di creare un gruppo parallelo al "The Alan Parsons Project" per provare a dare maggiore visibilità ai musicisti e session man, che fin dal 1976 li stanno affiancando nella realizzazione dei loro album. L'idea è quella di lasciare ai protagonisti del nuovo gruppo la scrittura dei brani, mentre Parsons e Woolfson si occuperanno della produzione, registrazione e gestione manageriale. Dietro al nome Keats ci sono David Paton, Ian Bairnson, Stuart Elliott e Colin Blunstone, tutti session man del The Alan Parsons Project, e Peter Bardens ex dei Camel, inoltre Richard Cottle, sempre del Project, parteciperà ad alcune sessioni come supporto alle tastiere ed al sassofono.

### Origine del nome
Il nome del gruppo viene scelto da Parsons e Woolfson ed è preso in prestito dal ristorante francese a Londra che entrambi amavano frequentare assiduamente.

### L'album d'esordio
Il primo album del gruppo viene chiamato anch'esso Keats  e viene registrato negli Abbey Road Studios, a Londra, dal dicembre 1983 al marzo 1984, per poi essere pubblicato nel mese di maggio del 1984.
L'album avrà uno scarso successo tanto che la EMI, che in un primo momento aveva opzionato la realizzazione di un secondo album, si tira indietro, decretando la fine del gruppo sperimentale.
Per collegare l'album al gruppo di provenienza, sulla copertina, viene inserita una vistosa dicitura Produced by Alan Parsons.
Per il brano Turn Your Heart Around viene realizzato un videoclip.

## Formazione
- Colin Blunstone: voce
- Ian Bairnson: chitarra
- Peter Bardens: tastiera
- David Paton: basso/voce
- Stuart Elliott: batteria

### Collaboratori
- Richard Cottle: tastiere addizionali e sassofono

## Discografia
- 1984 - Keats